# Флаг Уругвая
Флаг Уругва́я во многом схож с флагом Аргентины, так как Уругвай входил в состав Аргентины до приобретения независимости. Первоначальный вариант флага был учреждён в 1828 году с девятью голубыми и десятью белыми полосами. В 1830 году количество полос было уменьшено до девяти (четыре синие и пять белых). Девять полос представляют девять первоначальных регионов (департаментов) Уругвая. В 1826 году в крыж было помещено жёлтое «майское солнце» (исп. Sol de Mayo), символизирующее инкского бога солнца и названное так в честь Майской революции 1810 года в Буэнос-Айресе.

## Прочие флаги
- Флаг Артигаса
- Флаг Тридцати трёх Ориенталес